# Pissutshuollamvärri
Pissutshuollamvärri är en kulle i Finland. Den ligger i Utsjoki kommun i landskapet Lappland, i den norra delen av landet, 1 100 km norr om huvudstaden Helsingfors. Toppen på Pissutshuollamvärri är 372 meter över havet. Pissutshuollamvärri ingår i Paistunturit.
Terrängen runt Pissutshuollamvärri är platt åt nordost, men åt sydväst är den kuperad. Trakten runt Pissutshuollamvärri är nära nog obefolkad, med mindre än två invånare per kvadratkilometer. Omgivningarna runt Pissutshuollamvärri är i huvudsak ett öppet busklandskap.